# Hofpavillon Hietzing

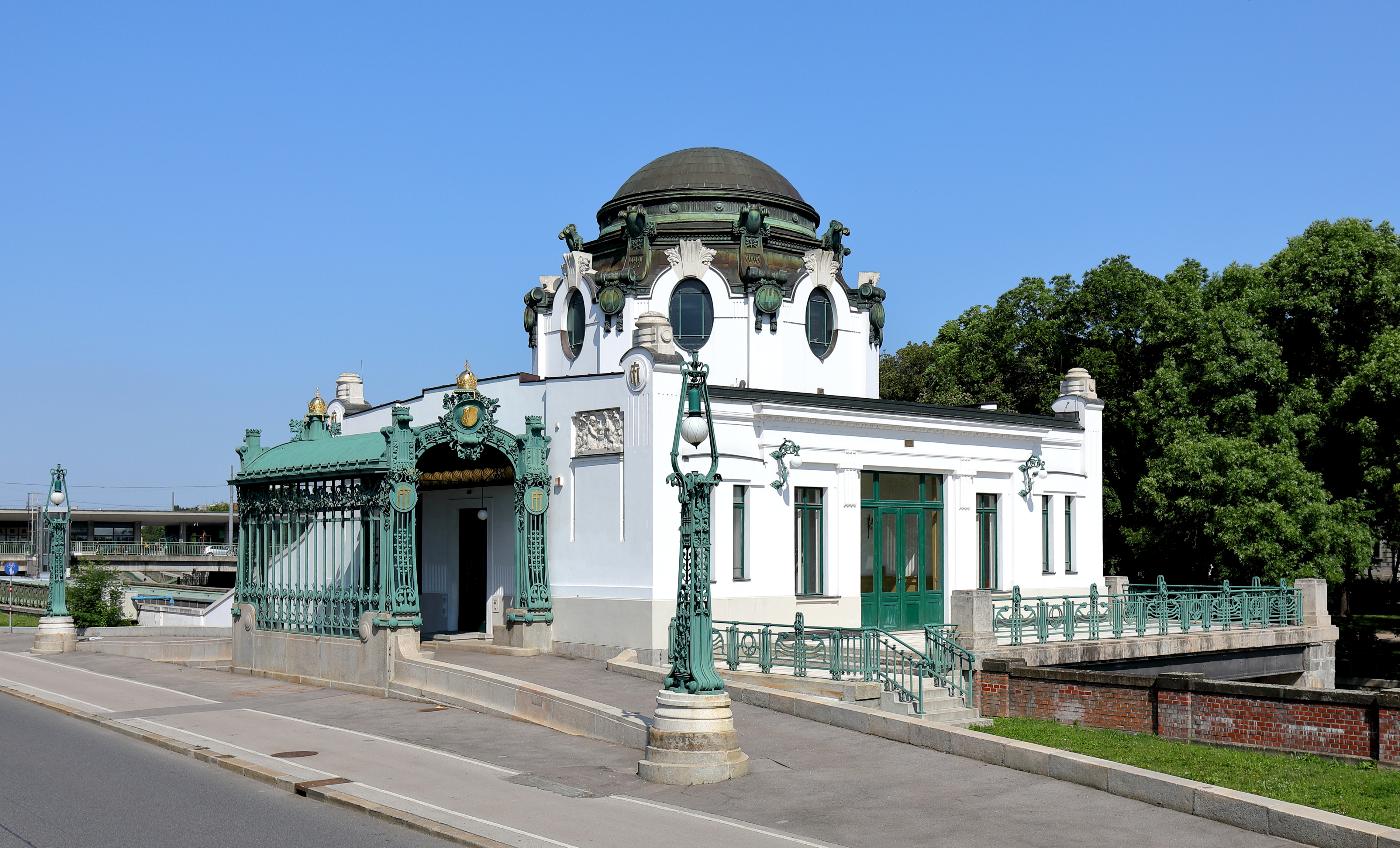
Der Hofpavillon in Hietzing, Blick nach Westen

Der Hofpavillon Hietzing von Otto Wagner, vereinzelt auch Hofwartesaal oder Kaiserpavillon genannt, war einst ein separates Aufnahmsgebäude der Wiener Dampfstadtbahn für Kaiser Franz Joseph I. und sein Gefolge nahe dem Schloss Schönbrunn. Der Pavillon gehörte ursprünglich der Commission für Verkehrsanlagen in Wien und heute den Wiener Linien, er dient dabei dem Wien Museum als Außenstelle. Das Gebäude befindet sich im 13. Wiener Gemeindebezirk, Hietzing, am Streckenkilometer 3,625 der Oberen Wientallinie. Damit liegt er 160 Meter stadteinwärts des mittlerweile abgerissenen regulären Aufnahmsgebäudes der Station Hietzing, die heute von der Linie U4 der Wiener U-Bahn bedient wird. Der Hofpavillon hatte dabei keine eigenen Bahnsteige, sondern nutzte jene der benachbarten Station mit. Straßenseitig ist er an die Schönbrunner Schlossstraße angebunden, als ehemalige Liegenschaft gemäß Eisenbahnbuch hat das Gebäude aber weder eine Konskriptionsnummer noch eine Hausnummer. Der im April 1898 vollendete Bau erhielt ein unverwechselbares, repräsentatives Äußeres und eine vom Unternehmen Portois & Fix gefertigte, kostbare Innenausstattung im Jugendstil, ganz auf die Bedürfnisse des Kaisers abgestimmt; das Gebäude gilt als Ikone der beginnenden Moderne.

## Geschichte

Skizze des Hietzinger Hofpavillons von 1898, gezeichnet mit Architekt Otto Wagner k.k. Ober-Baurath

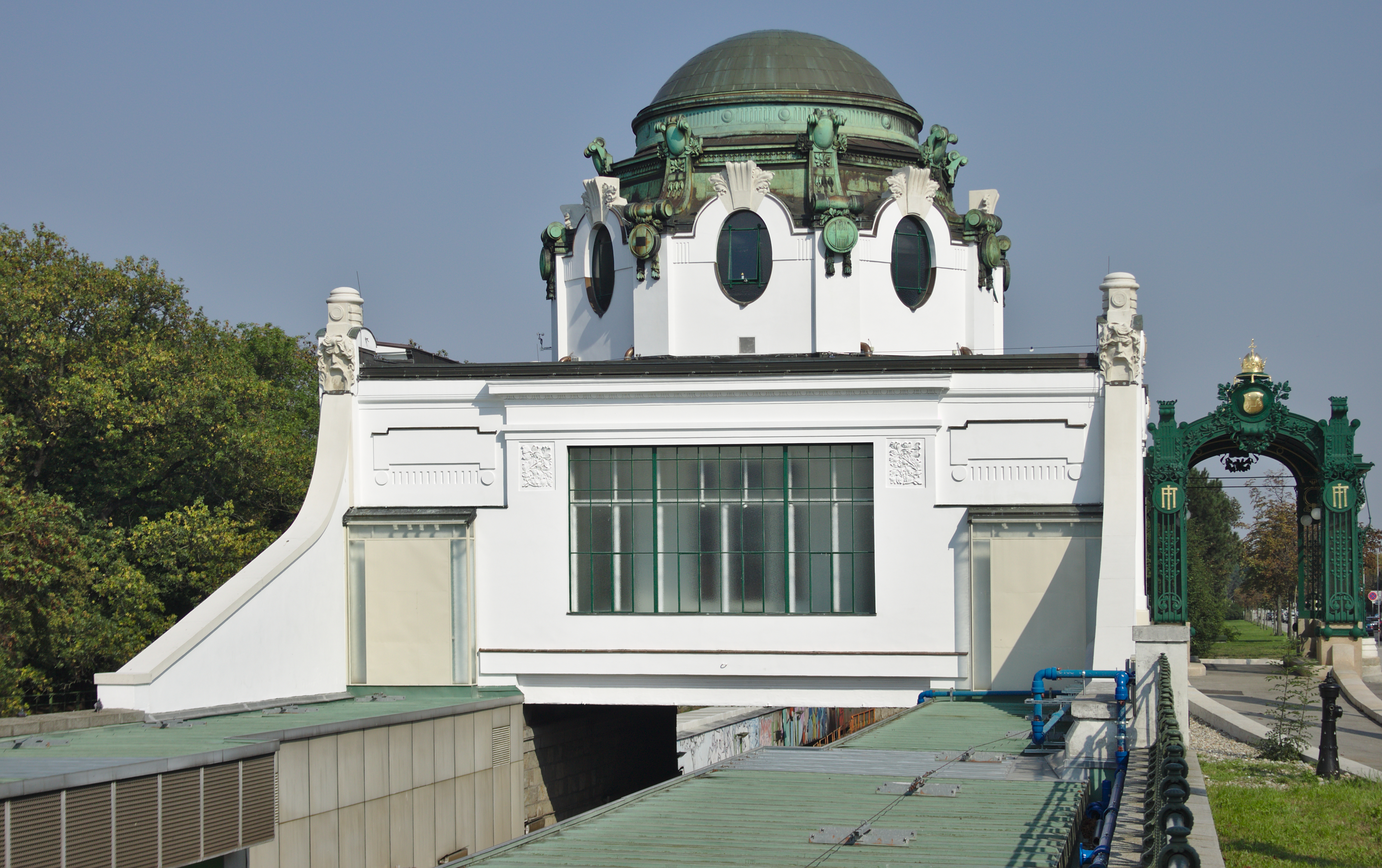
Westansicht des Hofpavillons; über den Bahnsteigdächern der U-Bahn-Station Hietzing sind ehemaligen Abgänge vom Pavillon zu den Bahnsteigen erkennbar

Beim Bau der Stadtbahn, Wiens größtem Infrastrukturprojekt um 1900, war Otto Wagner, der Wegbereiter der modernen Architektur, 1894 mit der künstlerischen Gestaltung des neuen Massenverkehrsmittels betraut, das bis heute das Stadtbild prägt. Dabei wurde auf seine Initiative hin, nach dem er schließlich auch den Eisenbahnminister Heinrich von Wittek überzeugen konnte, ein eigener Pavillon für den Kaiser und den „Allerhöchsten Hof“ bei der Haltestelle Hietzing errichtet. Dessen Bau wurde 1897 zunächst mit dem Hinweis beschlossen, dass die dadurch entstehenden Mehrkosten durch Einsparungen bei dem Bau der Gürtel- und Vorortelinie abgedeckt werden sollten. Wagner wollte mit diesem außertourlichen und repräsentativen Bau einerseits der Stadtbahn, andererseits wohl seinem eigenen Schaffen besonderen Glanz verleihen – offenbar losgelöst vom realen Nutzungszusammenhang. Ein regelmäßiger Betrieb für den Zug des Hofes wäre bahntechnisch ohnehin zu kompliziert und kostspielig gewesen.
Tatsächlich nutzte der Kaiser den Pavillon nur zweimal: Am 16. Juni 1899 zur Besichtigung der Oberen Wientallinie und am 12. April 1902 zur Besichtigung der Donaukanallinie. Für seine Reisen bevorzugte er hingegen auch nach Eröffnung der Stadtbahn den nahegelegenen Bahnhof Penzing, für besondere Besucher wurde die Station aber immer wieder frequentiert.
Nach der Auflösung der Österreichisch-Ungarischen Monarchie und der Ausrufung der Republik Deutschösterreich am 12. November 1918 wechselte der Hofpavillon den Besitzer und verlor seine ursprüngliche Funktion, er diente anschließend lange Zeit dem Bildhauer Sepp Haberl-Calo als Atelier. Im Zweiten Weltkrieg erhielt der Wagner-Bau am 19. Feber 1945 einen Bombentreffer, wurde aber später wieder instand gesetzt. Lediglich die Stiegenabgänge zu den Bahnsteigen der, 1925 aus der Dampfstadtbahn hervorgegangenen Wiener Elektrischen Stadtbahn, gingen dauerhaft verloren. 1957 erfolgte die Vermietung des Gebäudes an das Österreichische Gesellschafts- und Wirtschaftsmuseum als Ausstellungsraum. Ab 1986 fand eine denkmalpflegerische Renovierung statt und nach deren Abschluss wurde mit 3. Juli 1989 der Pavillon dem Wien Museum, dem früheren Historischen Museum der Stadt Wien, als Ausstellungspavillon zur Verfügung gestellt.
Nach schweren Schäden musste der Pavillon samt seinem direkten Umfeld 2010 wegen Baufälligkeit gesperrt werden. Infolge Kritik des Kontrollamtes der Stadt Wien fand ab 2012 eine umfangreiche Sanierung statt. Die Kosten von 1,8 Millionen Euro trug zur Gänze die Stadt Wien. Die Restaurierungsarbeiten wurden vom Architekturbüro Manfred Wehdorn geleitet. Putzflächen und -gliederungen des Pavillons wurden in der von Wagner vorgesehenen Oberflächenqualität nach alten Handwerkstechniken rekonstruiert. Die Metallobjekte an der Vorfahrt wurden statisch saniert und wieder im ursprünglichen Grünton gefasst. Seit der Wiedereröffnung am 21. Juni 2014 ist der Hofpavillon der Öffentlichkeit wieder als Außenstelle des Wien Museums zugänglich. Als Dauerausstellung gezeigt werden der kaiserliche Wartesalon, das Arbeitskabinett des Kaisers sowie weitere Räume. 
Anlässlich der Erinnerung an den einhundertsten Todestag Otto Wagners wurde der Hofpavillon für das live im Fernsehen übertragene Neujahrskonzert der Wiener Philharmoniker 2018 als Kulisse für das Ballett zur Musik genutzt. Im Hofpavillon wurde ein Pas de deux zur „Stéphanie-Gavotte“ von Alfons Czibulka getanzt.

## Beschreibung

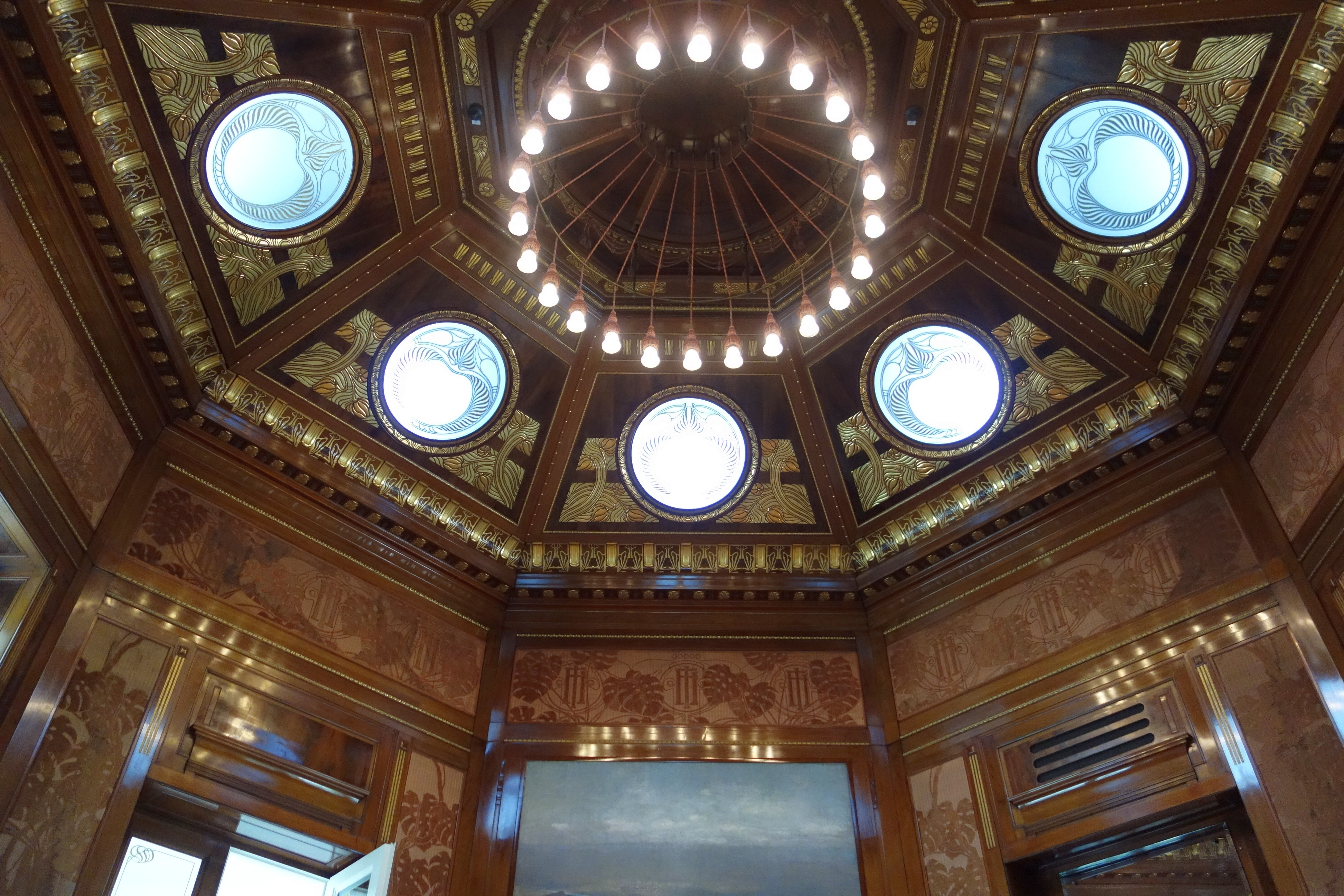
Decke des achteckigen Zentralraumes

Der Bau war als Musterbeispiel moderner Architektur und modernen Kunsthandwerks gedacht und stellt eine Synthese von imperialen Elementen wie Kuppel, Wagenauffahrt, Baldachin und reduzierter moderner Formensprache, wie etwa die betont flächigen Fassaden, dar. In die Überdachung der Wagenauffahrt integriert sind die Initialen Franz Joseph I. Das Zentrum des Baues ist der kaiserliche Wartesalon, der von einer achteckigen Kuppel bekrönt wird. Mit dieser wurde ein Zusammenhang mit den barocken Baulichkeiten des Schönbrunner Schlosses hergestellt, ohne die Barockform zu kopieren. Dies kann als Respektbekundung des Architekten Wagner vor dem Kaiser interpretiert werden, während die übrigen Stadtbahnstationen keine barocken Elemente aufwiesen. 
Dem ganzen aus Eisen, Stein und Putz ausgeführten Gebäude sind eine Auffahrtsrampe und schmiedeeiserne Kandelaber vorgelagert. Der Eingangsbereich bzw. mittlere Rampenteil hat eine kunstvolle, eiserne Überdachung und ist verglast. Für den Außenbereich kreierte Wagner ferner eine besonders elegante Variante seines Stadtbahngeländers, das secessionistische Züge trägt. Der Salon im Pavillon ist mit Seidentapeten und einem monumentalen, zuvor in der Jubiläumsausstellung 1898 gezeigten Gemälde von Carl Moll ausgestattet, das einen Blick auf Wien aus einer Ballonhöhe von 3000 Metern zeigt.

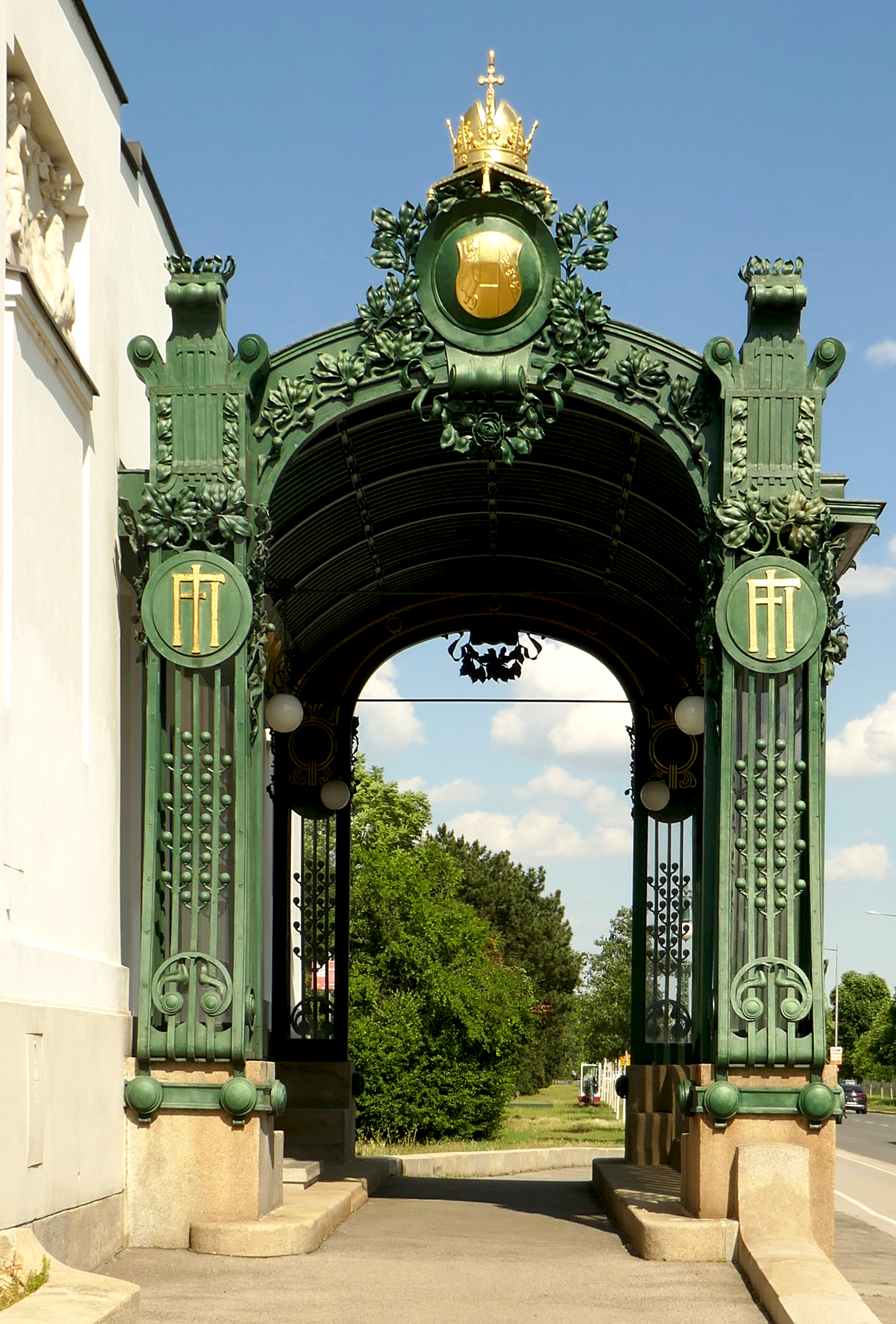
Überdachte Vorfahrt mit den Initialen Franz Joseph I.
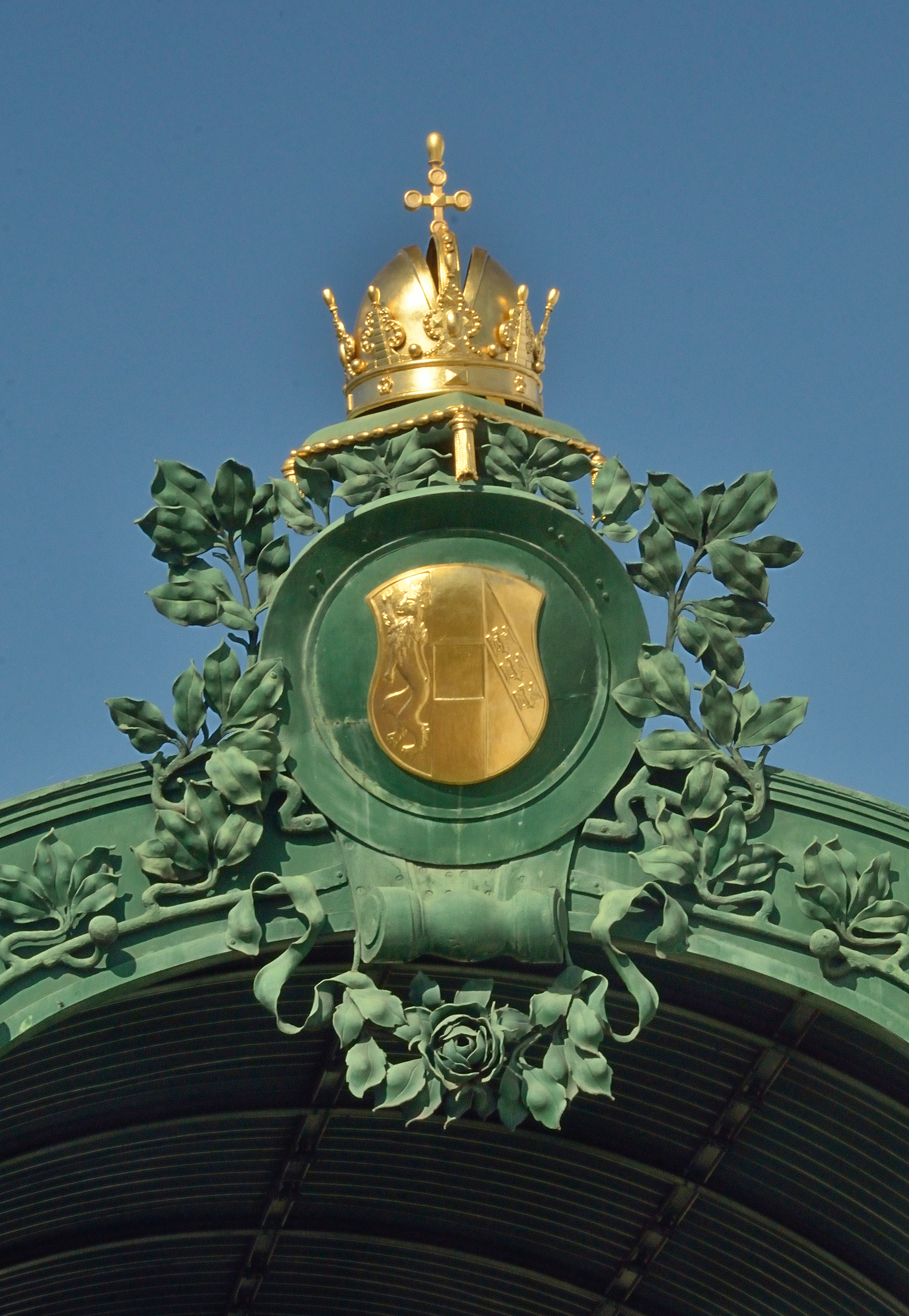
Nachbildung der Österreichischen Kaiserkrone
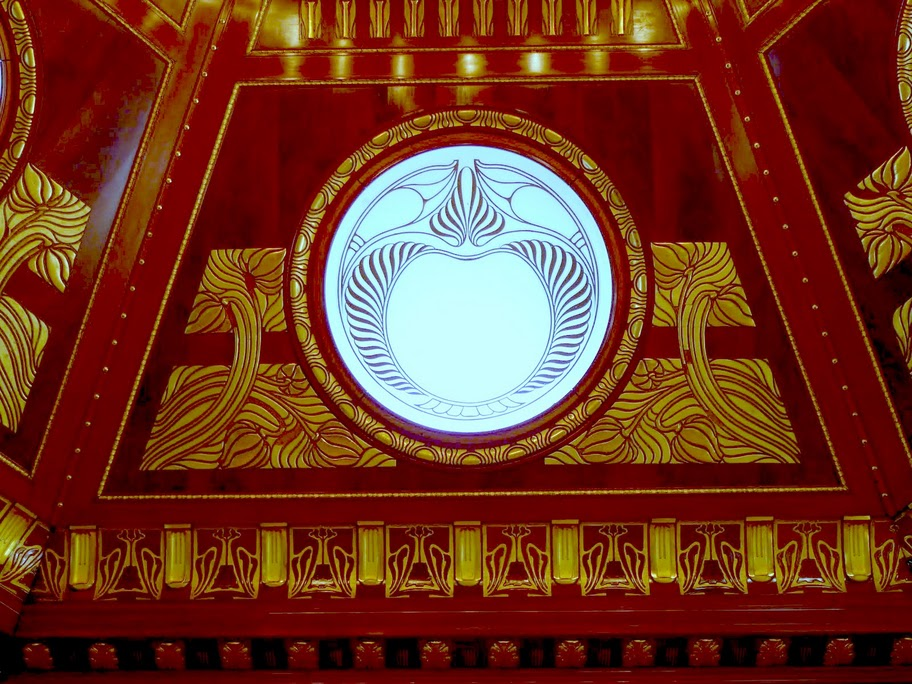
Dachfenster
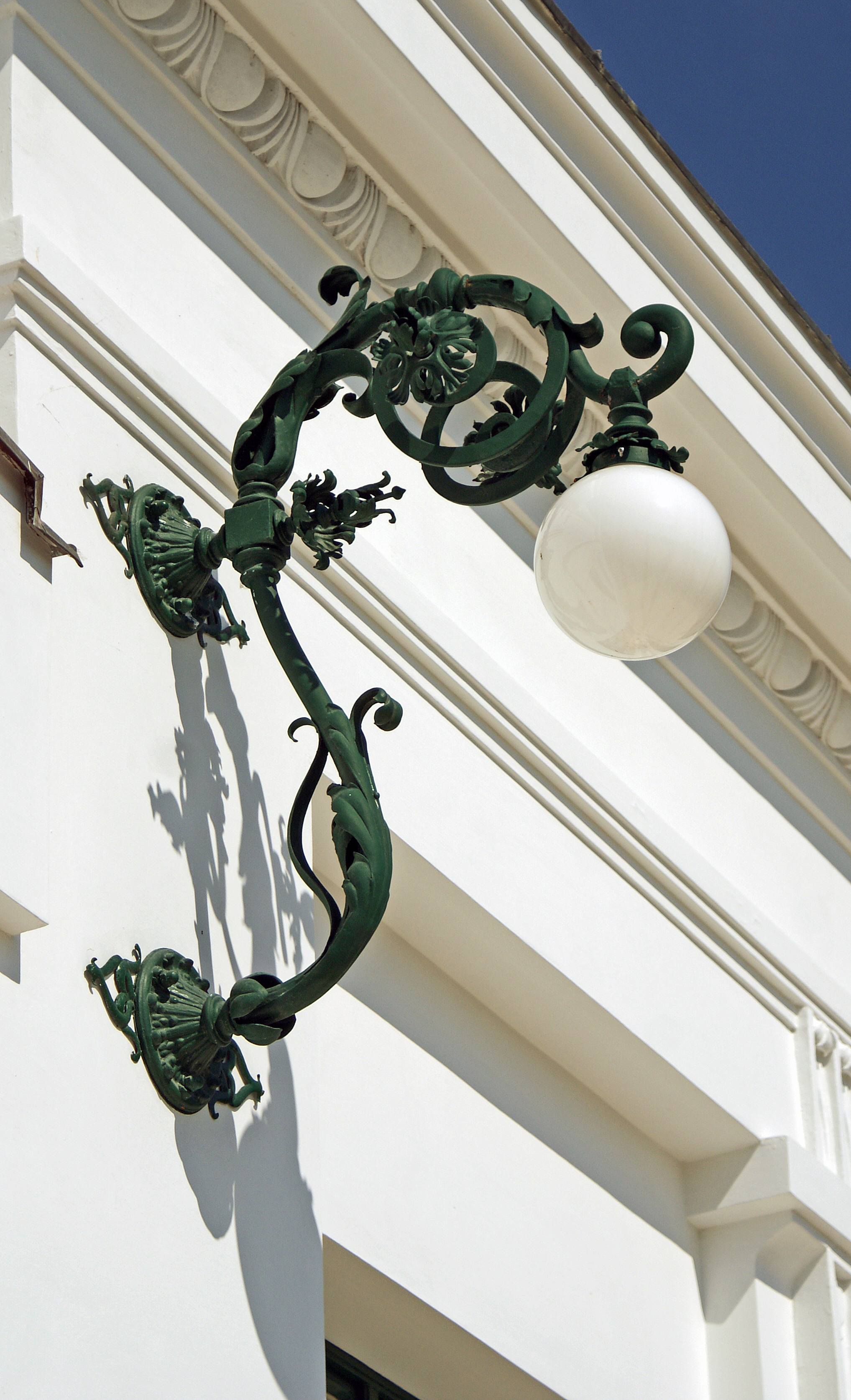
Außenbeleuchtung
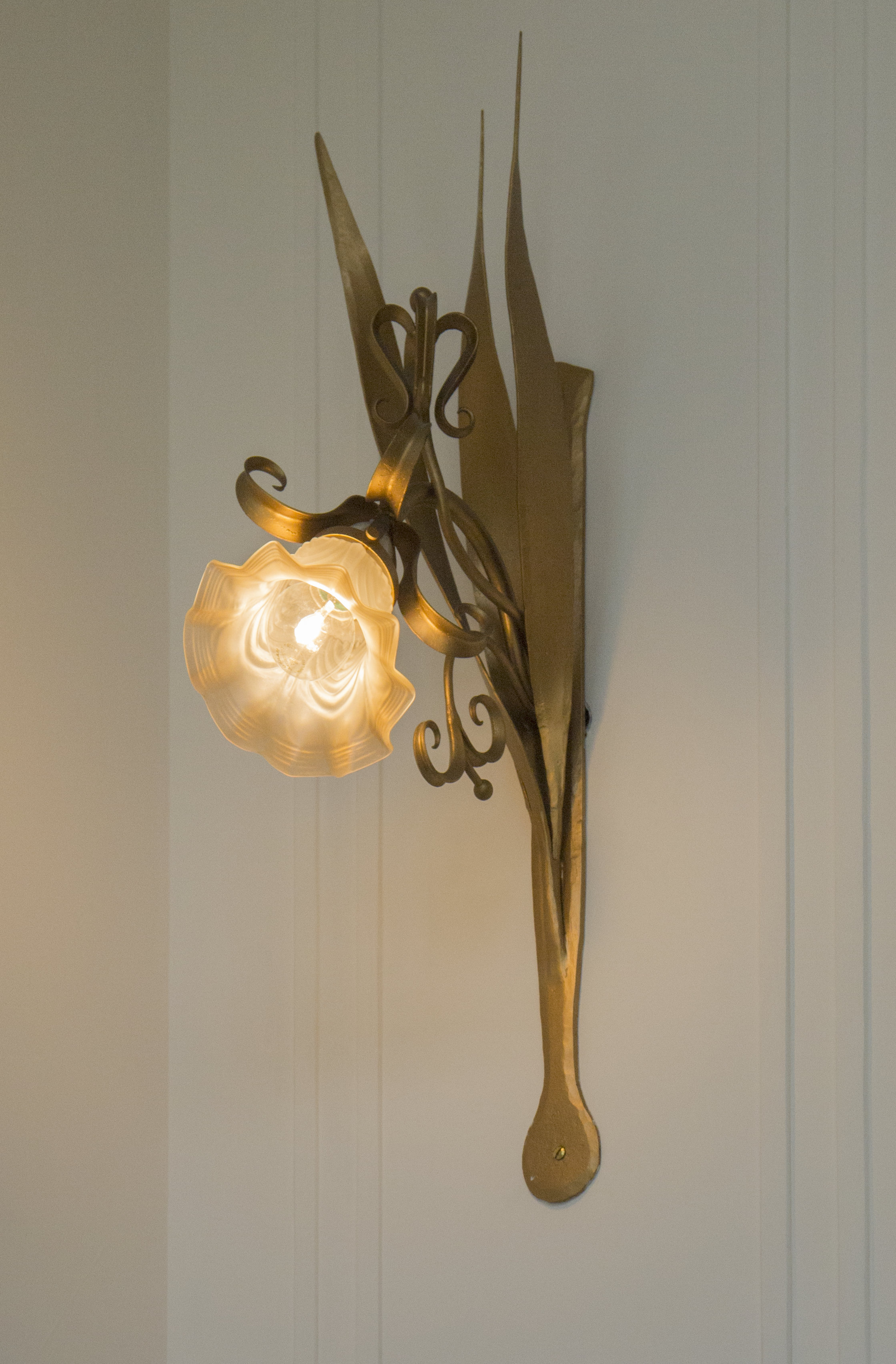
Innenbeleuchtung
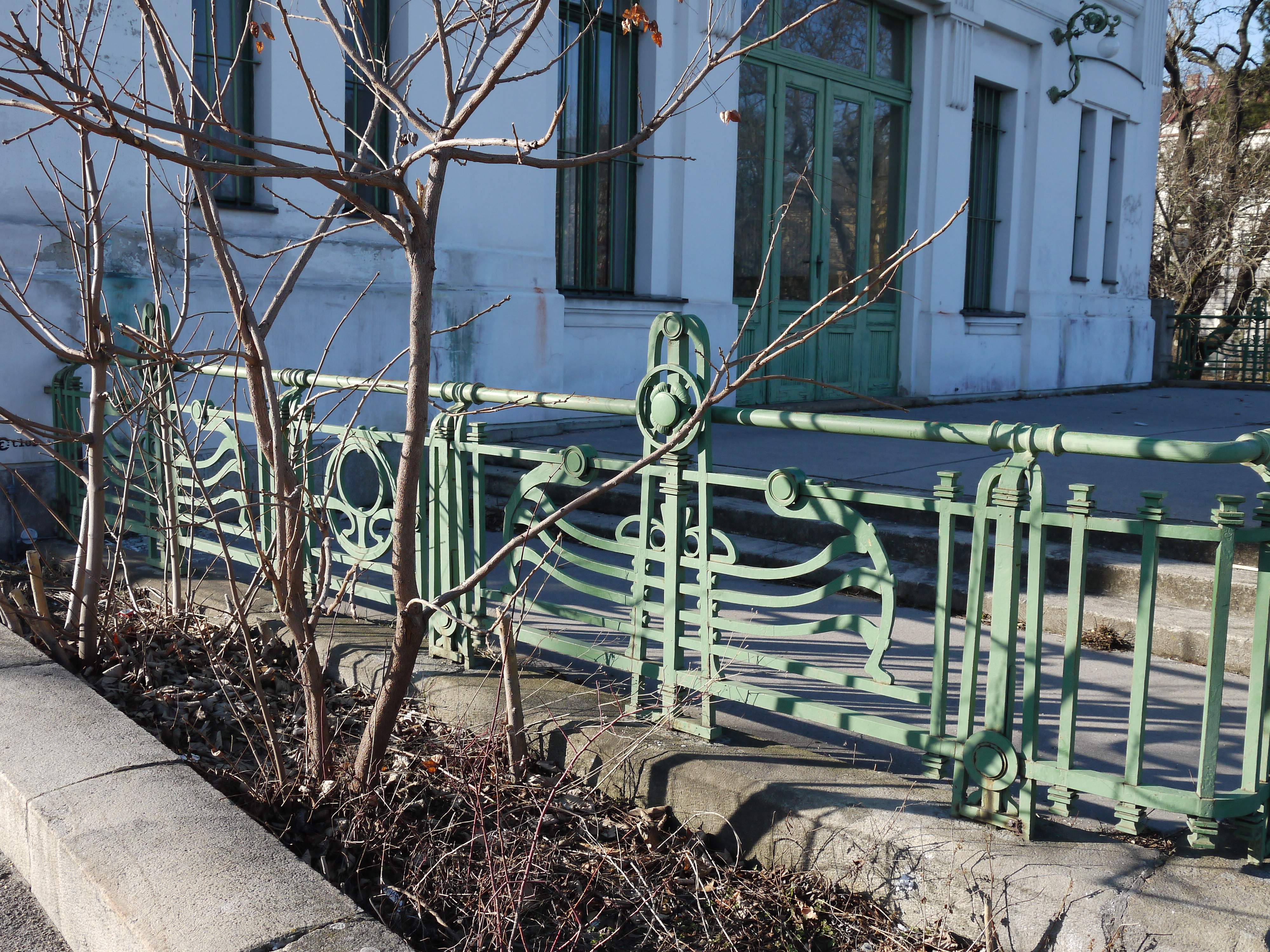
Spezielle Variante des Stadtbahngeländers, so nur beim Hofpavillon anzutreffen